# Női 4 × 200 méteres gyorsúszás a 2014-es úszó-Európa-bajnokságon
A női 4 × 200 méteres gyorsúszás váltó versenyét augusztus 21-én rendezték meg a 2014-es úszó-Európa-bajnokságon.

## Rekordok
A verseny előtt az alábbi rekordok voltak érvényben:
|                       | Ország         | Idő     | Helyszín | Dátum              |
| --------------------- | -------------- | ------- | -------- | ------------------ |
| Világcsúcs            | Kína           | 7:42.08 | Róma     | 2009. július 30.   |
| Európa-csúcs          | Nagy-Britannia | 7:45.51 | Róma     | 2009. július 30.   |
| Európa-bajnoki rekord | Németország    | 7:50.82 | Budapest | 2010. augusztus 3. |

## Eredmény
| Helyezés | Pálya | Nemzet         | Úszók                                                                                       | Idő     | Megjegyzések |
| -------- | ----- | -------------- | ------------------------------------------------------------------------------------------- | ------- | ------------ |
| 1        | 1     | Olaszország    | Alice Mizzau Stefania Pirozzi Chiara Masini Federica Pellegrini                             | 7:50.53 | CR           |
| 2        | 2     | Svédország     | Michelle Coleman Louise Hansson Sarah Sjöström Stina Gardell                                | 7:51.03 |              |
| 3        | 8     | Magyarország   | Jakabos Zsuzsanna Verrasztó Evelyn Kapás Boglárka Hosszú Katinka                            | 7:54.23 |              |
| 4        | 5     | Oroszország    | Veronika Popova Viktoriya Andreeva Arina Openysheva Victoria Malyutina                      | 7:54.86 |              |
| 5        | 4     | Franciaország  | Charlotte Bonnet Ophelie Cyrielle Etienne Coralie Balmy Cloe Hache                          | 7:55.36 |              |
| 6        | 3     | Nagy-Britannia | Rebecca Turner Jazmin Carlin Shauna Lee Aimee Willmott                                      | 7:57.25 |              |
| 6        | 7     | Spanyolország  | Melanie Costa Schmid Fatima Gallardo Carapeto Judit Ignacio Sorribes Mireia Belmonte Garcia | 7:57.25 |              |
| 8        | 6     | Svájc          | Noemi Girardet Danielle Carmen Villars Lisa Stamm Martina Van Berkel                        | 8:10.53 |              |